# Ma'bad al-Juhani
Ma'bad ibn Abdullah al-Juhani (en arabe : معبد الجهني), mort en 699, appartenait à la tribu des Juhainah qui vivait autour de la ville de Médine. Il était Qadarite, doctrine qui lui a été transmise par Sinbuya Asvari (en). Il a été déclaré égaré par certains compagnons du prophète islamique Mahomet puis crucifié par les ordres du calife omeyyade Abd al-Malik à Damas. Il était le premier homme, après Sinbuya, à parler du Qadar (libre arbitre humain).

## Voir Aussi
- Ghaïlan de Damas
- Qadariyya